# Mihael Domjan
Mihael Domjan ali Domian (madžarsko Domian Mihály) evangeličanski duhovnik. † Bokod, o. 1737.
Od leta 1711 pastiroval v Bokodu, v županiji Komárom, na Madžarskem. 24. marca, leta 1711 podapisal tisto pismo v Kispécu, kar je povabil dekan Istvána Károlyija.

Po mnenju Vilka Novaka, Domjan je tudi načrtoval Martjansko pesmarico. Ne izključeno, da Domjan je slovenskega rodu.